# Новоградівка
Новогра́дівка — село в Україні, у Кетрисанівській сільській громаді Кропивницького району Кіровоградської області. Населення становить 729 осіб. Колишній центр Новоградівської сільської ради.

## Населення
Згідно з переписом УРСР 1989 року чисельність наявного населення села становила 723 особи, з яких 327 чоловіків та 396 жінок.
За переписом населення України 2001 року в селі мешкало 725 осіб.

### Мова
Розподіл населення за рідною мовою за даними перепису 2001 року:
| Мова       | Відсоток |
| ---------- | -------- |
| українська | 96,43 %  |
| російська  | 1,51 %   |
| гагаузька  | 0,55 %   |
| молдовська | 0,27 %   |
| білоруська | 0,14 %   |
| інші       | 1,10 %   |